# Distretto di San Severo
Il distretto di San Severo fu una circoscrizione amministrativa di secondo livello del Regno di Napoli e, quindi, del Regno delle Due Sicilie. Il distretto, subordinato alla provincia di Capitanata, era costituito da 25 comuni e dall'arcipelago delle Tremiti; il capoluogo era fissato nella città di San Severo.

## Istituzione e soppressione
Quando con la legge 132 del 1806 Sulla divisione ed amministrazione delle province del Regno, varata l'8 agosto di quell'anno da Giuseppe Bonaparte, l'amministrazione periferica e la ripartizione territoriale del Regno di Napoli furono riformate sulla base del modello francese, San Severo e buona parte del territorio che ne costituirà il distretto furono ricompresi nei distretti di Manfredonia e Larino.
Fu nel 1811, con decreto 922 del 4 maggio Per la nuova circoscrizione delle quattordici provincie del Regno di Napoli, a firma di Gioacchino Murat, che si ebbe l'elevazione di San Severo a capoluogo di distretto. L'istituzione di questa circoscrizione, ad ogni modo, rientrava nell'ambito di una riorganizzazione amministrativa e territoriale della provincia di Capitanata, che portò alla soppressione del distretto di Manfredonia, alla creazione dei nuovi distretti di San Severo e Bovino e al passaggio del distretto di Larino, radicalmente trasformato nella sua composizione territoriale, alla provincia di Molise.
Dopo l'occupazione garibaldina e l'annessione al Regno di Sardegna, del 1860, e con la proclamazione del Regno d'Italia, del 1861, l'ente fu soppresso.

## Suddivisione in circondari
Il distretto di San Severo, come gli altri distretti del reame, era suddiviso in successivi livelli amministrativi gerarchicamente dipendenti dal precedente. Al livello immediatamente successivo, infatti, vi erano i circondari, che, a loro volta, erano costituiti da comuni, l'unità di base della struttura politico-amministrativa dello Stato moderno. A questi ultimi potevano far capo gli uniti, centri a carattere prevalentemente rurale.
Le funzioni dei circondari riguardavano esclusivamente l'amministrazione della giustizia. Tali circoscrizioni, che costituivano il terzo livello amministrativo dello stato, delimitavano un ambito territoriale che abbracciava, generalmente, uno o più comuni, tra i quali veniva individuato un capoluogo. In particolare, il distretto di San Severo era suddiviso in 12 circondari: tre di essi erano composti da un unico comune, mentre il circondario di Serracapriola comprendeva anche le Tremiti, che, dal punto di vista amministrativo, costituivano un riunito al comune di Serracapriola.
Elenco dei circondari:
- Circondario di San Severo: San Severo
- Circondario di Apricena: Apricena, Lesina, Poggio Imperiale
- Circondario di Cagnano: Cagnano, Carpino
- Circondario di Celenza Val Fortore: Celenza Val Fortore, Carlantino, San Marco la Catola
- Circondario di Castelnuovo: Castelnuovo, Casalnuovo, Casalvecchio, Pietramontecorvino
- Circondario di Serracapriola: Serracapriola (con unite le Tremiti e Pelagosa), Chieuti
- Circondario di Vico: Vico, Peschici
- Circondario di San Marco in Lamis: San Marco in Lamis, Rignano
- Circondario di Rodi: Rodi, Ischitella
- Circondario di San Giovanni Rotondo: San Giovanni Rotondo
- Circondario di San Nicandro: San Nicandro
- Circondario di Torremaggiore: Torremaggiore, San Paolo